# 6870 Pauldavies
6870 Pauldavies è un asteroide della fascia principale. Scoperto nel 1992, presenta un'orbita caratterizzata da un semiasse maggiore pari a 1,9270436 UA e da un'eccentricità di 0,1132074, inclinata di 24,90564° rispetto all'eclittica.